# 25655 Baupeter
25655 Baupeter è un asteroide della fascia principale. Scoperto nel 2000, presenta un'orbita caratterizzata da un semiasse maggiore pari a 2,2638363 UA e da un'eccentricità di 0,1715236, inclinata di 5,56775° rispetto all'eclittica.